# تل عنبر (السفيرة)
تل عنبر قرية سوريّة تتبع إداريّاً لمحافظة حلب منطقة السفيرة ناحية الحاجب، بلغ تعداد سكانها (515) نسمة حسب التعداد السكاني لعام 2004.